# Amstelveen

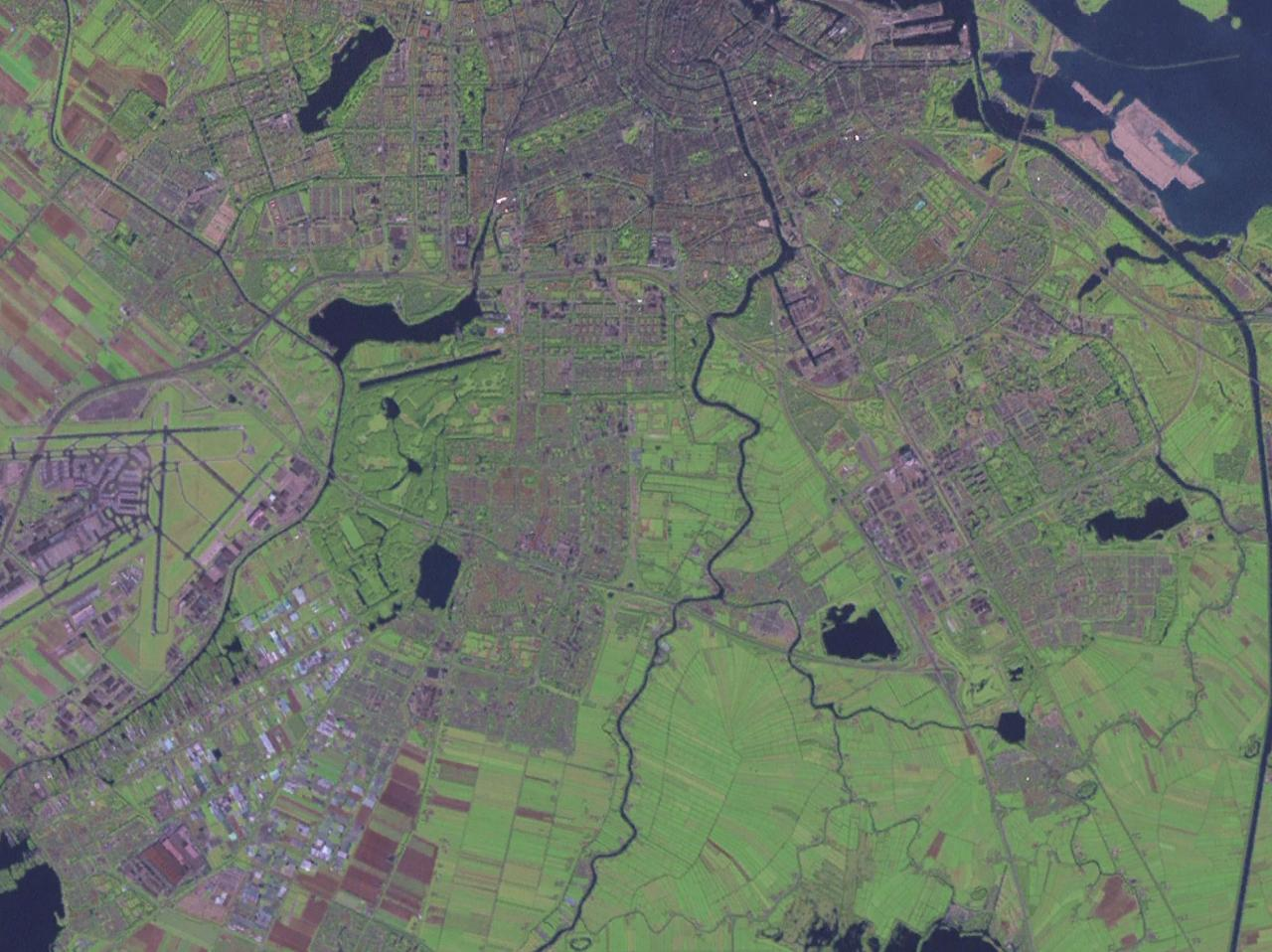
Foto satelital de Amstelveen

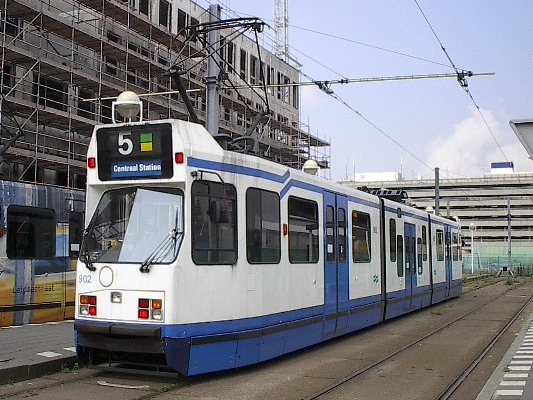
Línea de tranvía 5, del centro de Amstelveen al centro de Ámsterdam.

Amstelveen (/ˌɑmstəlˈveːn/, pronunciaciónⓘ) es un municipio de la provincia de Holanda Septentrional, Países Bajos. Limita al norte con Ámsterdam y se encuentra cerca del aeropuerto de Schiphol.

## Organización
El municipio de Amstelveen se integra en el Órgano Regional de Ámsterdam (Regionaal Orgaan Ámsterdam, ROA) junto con Ámsterdam, Ouder-Amstel, De Ronde Venen, Uithoorn, Aalsmeer y Haarlemmermeer.

## Historia
Hasta 1964 su nombre fue Nieuwer-Amstel. La comarca del Amstelland se dividía en la Edad Media entre el Ouder-Amstel (al este del río Amstel) y Nieuwer Amstel (al oeste del río). Fue en este último donde nació Amstelveen, como pueblo ubicado en la zona de turba. En los siglos XVII y XVIII comenzaron a instalarse en él ciudadanos pudientes de Ámsterdam en busca de más tranquilidad y espacio. El límite entre Nieuwer-Amstel y Ámsterdam se encontraba todavía al sur del canal exterior de Ámsterdam (Singelgracht), pasando entre otras por las actuales calles Van Baerlestraat y Ceintuurbaan. En el Amsteldijk, cerca de la calle Tolstraat de Ámsterdam, se encuentra aún el antiguo ayuntamiento de Nieuwer-Amstel, construido en 1890. Tras la anexión de la parte norte del municipio se instaló en él el archivo municipal (Gemeentearchief) de Ámsterdam.
En 1896 y 1921 Ámsterdam se anexionó la parte norte del municipio (que era también la más poblada); Amstelveen quedó reducido al pueblo original y su entorno inmediato. El límite del municipio pasó a ser la calle Kalfjeslaan. No obstante, continuó resultando atractivo para los amsterdameses bien situados. Señal de ello son los barrios de atractivas viviendas edificados en el nordeste del municipio desde 1930. Esos barrios perpetúan la fama de "barrio bien" de Amstelveen.
Tras la Segunda Guerra Mundial, Amstelveen pasa a quedar en la zona de influencia de Schiphol y se acelera su urbanización, convirtiéndose en la ciudad de crecimiento más rápido de los Países Bajos. El crecimiento, sin embargo, no es en detrimento de la calidad de vida, que se protege mediante la creación de parques.
Desde finales de los noventa se ralentiza el crecimiento y se dejan de planear grandes expansiones. La más reciente es el Westwijk ('barrio oeste'), al sudoeste de Amstelveen. Para cubrir las necesidades de una mayor población se ha creado un nuevo centro, el Stadshart ('corazón de la ciudad'). En él se encuentran un gran centro comercial, centros culturales, restaurantes y oficinas.
En 2003 Amstelveen fue elegido la mejor gran ciudad para vivir de los Países Bajos. Como motivos se indicaban: buen emplazamiento, bien comunicada, segura, rica en cultura y cercana a Ámsterdam.

## Trabajo
Amstelveen es un suburbio de Ámsterdam y hace funciones de ciudad dormitorio para los trabajadores de Ámsterdam y Schiphol. No obstante, con el paso de los años se han ido instalando en ella empresas internacionales; así, ahora acoge la sede central de KLM. Amstelveen procura atraer a más empresas, pero se enfrenta a una fuerte competencia en su región.

## Circulación y transporte
La autopista A9, que cruza el municipio de este a oeste, da acceso a Amstelveen por las salidas 4 y 5. La autopista A10 también es una importante arteria circulatoria para la parte norte del municipio. El principal eje norte-sur es el Beneluxbaan.
Desde 1990 la ciudad está conectada a Ámsterdam mediante un tren ligero (línea 51]) y por tranvía (línea 5). El autobús Zuidtangent conecta a Amstelveen con Ámsterdam Zuidoost y con Schiphol, Hoofddorp y Haarlem. Existen además otras 13 líneas de autobús explotadas por Connexxion y BBA. Casi todas las líneas pasan por la estación central de autobuses.
El municipio no tiene ninguna estación de tren, pero está bien comunicado con las estaciones Ámsterdam Zuid/WTC, Bijlmer NS y Schiphol Plaza/NS mediante las mencionadas líneas de autobús, tren ligero y tranvía.

## Superficie
El municipio tiene una superficie de 44,08 km², 2,63 km² son extensiones de agua. La mayor parte de Amstelveen se encuentra sobre pólderes, en parte turberas desecadas.
Gran parte del parque Ámsterdamse Bos se encuentra en el municipio (al oeste de la zona urbana). El Ámsterdamse Bos alberga el estadio Wagener, en el que se celebran muchos encuentros nacionales e internacionales de hockey.

## Población
El 1 de enero de 2014 tenía una población de 85.015 habitantes, lo que supone 2054 h/km².
De los 79828 habitantes que tenía Amstelveen el 31 de diciembre de 2008, unos 2.000 habitantes no tenían la nacionalidad neerlandesa. De ellos el mayor grupo son los japoneses; junto con el barrio amsterdamés de Buitenveldert, Amstelveen tiene la mayor concentración japonesa de los Países Bajos.

## Cultura
Cerca del centro comercial Stadshart Amstelveen se encuentra el Museo Cobra, cuyo jardín interior contiene un jardín japonés diseñado por el artista estadounidense Shinkichi Tajiri. De esta localidad es oriunda la modelo, directora y actriz Famke Janssen, protagonista de filmes como X-men, Celebrity de Woody Allen, The faculty, Venganza o 007: GoldenEye. También, el famoso dj Martin Garrix es nativo de esta ciudad. Al igual que Michiel Huisman, protagonista junto a Blake Lively en la película "The Age of Adaline" (2015)